# Berfu Öngören
Berfu Öngören (* 22. August 1981 in Izmir) ist eine türkische Schauspielerin.

## Leben und Karriere
Öngören wurde am 22. August 1981 in Izmir geboren. Sie studierte an der Hacettepe-Universität. Danach setzte sie ihr Studium an der Ankara Devlet Tiyatrosu fort. Ihr Debüt gab sie 2005 in der Fernsehserie Ne Seninle Ne Sensiz. Von 2005 bis 2008 war sie in Bizim Evin Halleri zu sehen.
Unter anderem wurde sie 2009 für die Serie Bir Bulut Olsam gecastet. Ihre erste Hauptrolle bekam sie 2014 in der Serie Kardeş Payı. Außerdem spielte sie 2016 in Hangimiz Sevmedik mit. 2018 bekam sie eine Rolle in Ein guter Mensch. Unter anderem wirkte Öngören 2022 in Sizi Dinliyorum mit.

## Filmografie
Filme
- 2009: Cin Geçidi
- 2011: Çalgı Çengi

Serien
- 2005: Ne Seninle Ne Sensiz
- 2005–2008: Bizim Evin Halleri
- 2009: Bir Bulut Olsam
- 2012: Unutma Beni
- 2014: Kardeş Payı
- 2016: Hangimiz Sevmedik
- 2018: Ein guter Mensch (Şahsiyet)
- 2020: Hanımağa'nın Gelinleri
- 2021: Kırmızı Oda
- 2022: Adı Sevgi
- 2022: Sizi Dinliyorum
- seit 2024: Kül Masalı